# Adolf Glaßbrenner

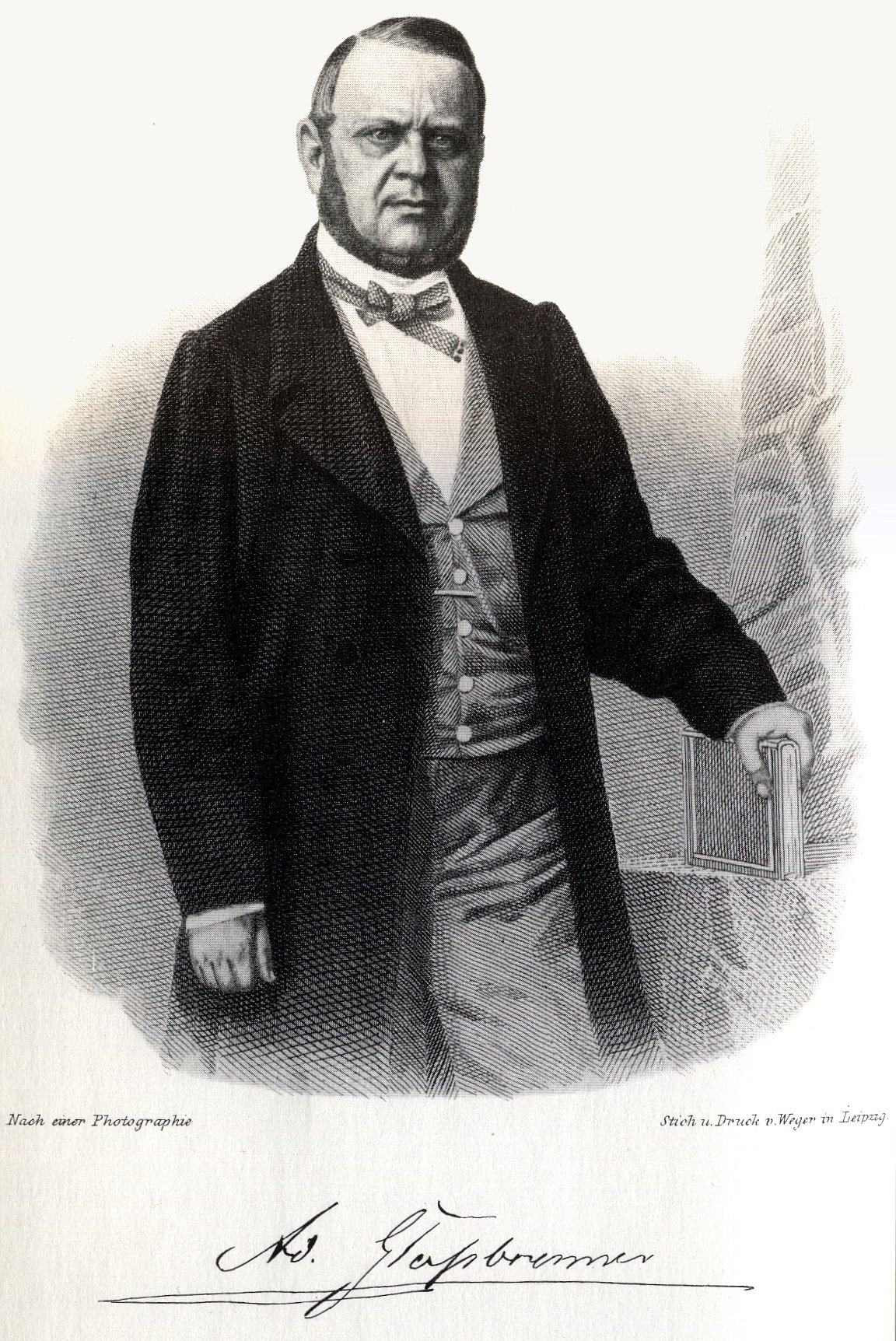
Stich von Adolf Glaßbrenner mit Signatur (Jahr unbekannt)

Adolf Glaßbrenner (* 27. März 1810 in Berlin als Georg Adolph Theodor Glasbrenner; † 25. September 1876 in Berlin) war ein deutscher Humorist und Satiriker, „Erfinder der querköpfig-verschmitzten Type, der Protokollant des biedermeierlichen Berlin, gar der Vater des Berliner Witzes“. Sein berühmtestes Werk schuf er von 1832 bis 1850 mit der Schriftenreihe Berlin wie es ist und – trinkt unter dem Pseudonym „Brennglas“. Insgesamt 32 Hefte erschienen in Berlin und Leipzig, einige davon mit Karikaturen von Theodor Hosemann. Ähnlichen Inhalts waren die Hefte Leben und Treiben der feinen Welt von 1834 und Berliner Volksleben von 1848 bis 1851.

## Leben und Wirken

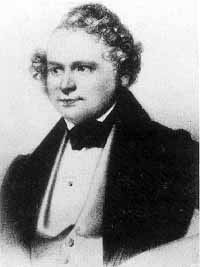
Glaßbrenner in jungen Jahren

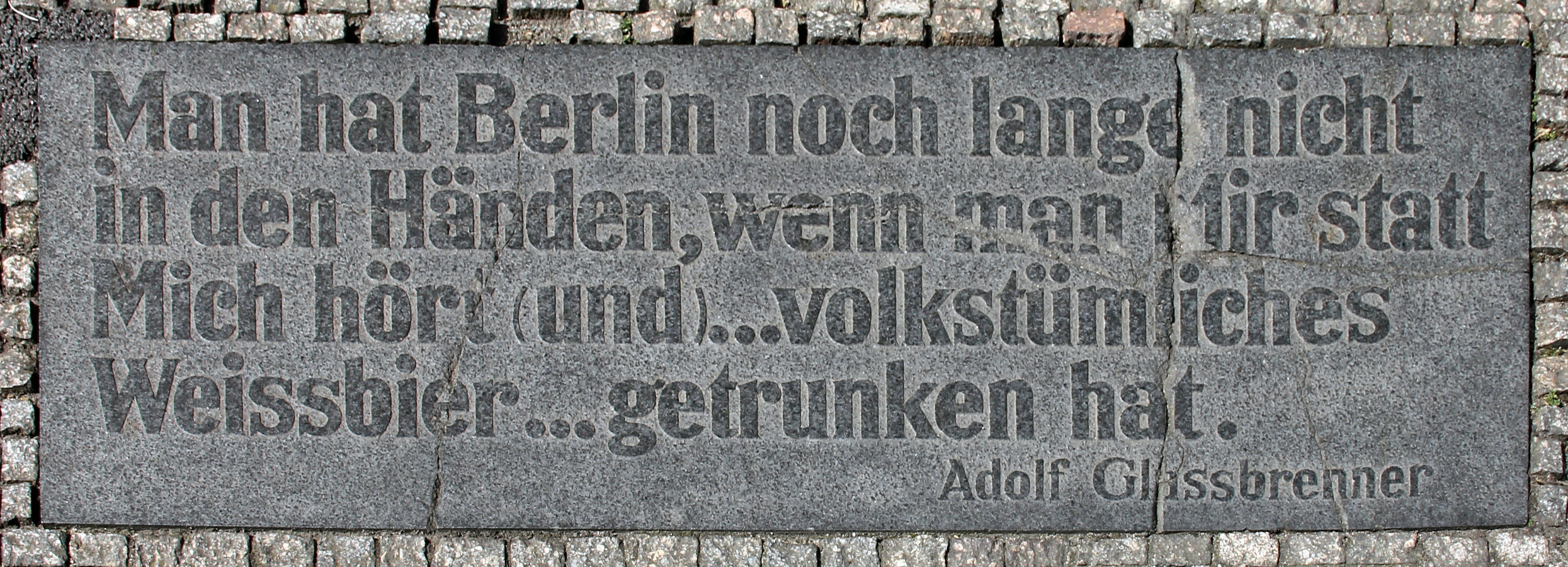
Gedenktafel am Gendarmenmarkt in Berlin-Mitte

### Herkunft und Ausbildung
Adolf Glaßbrenner wurde in der Leipziger Straße 31 im „Haus zum fliegenden Roß“ geboren. Seine Eltern waren der 40-jährige Schneidermeister Georg Peter Glasbrenner  und die 29-jährige Christiane Louise Juliane, geborene Hopfe. Ihren Sohn ließen sie am 18. April in der Neuen Kirche am Gendarmenmarkt auf den Namen Georg Adolph Theodor taufen. Adolf hatte drei Brüder: Julius, Hermann und Theodor.
Glaßbrenner besuchte das Friedrich-Werdersche Gymnasium und traf dort auf Karl Gutzkow. Mit dem Schulfreund blieb er auch nach dem Abbruch des Gymnasiums zeitlebens befreundet. Da sein Vater 1824 den Schulbesuch nicht weiter finanzieren konnte, verließ Adolf Glaßbrenner das Gymnasium und begann eine kaufmännische Lehre in der Seidenhandlung Gabain in der Breiten Straße.

### Politik in der Zeitschrift
Im Sommer 1827 erschien Adolf Glaßbrenners erste „Publikation“ – für den Berliner Courier verfasste er ab diesem Zeitpunkt Rätsel für die Rubrik „Damen-Sphynx“. Es folgten einige Auftragsarbeiten, davon hauptsächlich Nachrufe in Gedichtform. Im Jahr 1829 ergriff er die Möglichkeit zur Mitarbeit am neu gegründeten Berliner Eulenspiegel, der sich gegen Preußen positionierte. Glaßbrenner veröffentlichte unter dem Pseudonym Adolf Brennglas kritische Texte. Trotz zweimaliger Umbenennung wurde die Zeitschrift verboten, und so beschloss er 1830, selbst Journalist und freier Schriftsteller zu werden.
Am 3. Oktober 1831 reichte er daher beim Polizeipräsidenten ein Gesuch ein, in dem er um die Erlaubnis bat, eine eigene Zeitschrift herausgeben zu dürfen, mit der Angabe, keine politischen Inhalte in dem Blatt publizieren zu wollen. Das Gesuch war erfolgreich, und Adolf Glaßbrenner war seit Januar 1832 Herausgeber des Berliner Don Quixote – ein Unterhaltungsblatt für gebildete Stände. Es erschien erst zwei-, dann viermal wöchentlich. Wegen politischer Anspielungen wurde Glaßbrenner wiederholt verwarnt und schließlich Ende des Jahres 1833 mit einem fünfjährigen Berufsverbot belegt.
Daraufhin verfasste er sehr erfolgreich Groschenhefte, die meist im Berliner Dialekt erschienen. Wegen seiner politischen und sittlichen Satire wurde Adolf Glaßbrenner immer wieder zensiert.

### Im Exil
Glaßbrenner lebte nach seiner Heirat am 15. September 1840 mit der Schauspielerin Adele Peroni in Neustrelitz in Mecklenburg. Dort schrieb er sein erfolgreichstes Werk Neuer Reineke Fuchs, das sofort nach Erscheinen verboten wurde, und die Mehrzahl der Serienhefte Berlin wie es ist und – trinkt. Er zählte in Neustrelitz während der Märzrevolution 1848/49 zu den führenden Demokraten und wurde im Herbst 1850 des Landes verwiesen. Ab 1850 gab er in Hamburg humoristische Zeitschriften heraus. Erst 1858 kam er wieder nach Berlin und verlegte ab 1868 die Berliner Montagszeitung. 1869 gab er die verantwortliche Redaktion der Zeitung an Richard Schmidt-Cabanis ab, der das Blatt nach Glaßbrenners Tod noch bis zum Jahr 1883 fortführte. Bereits in Berlin schloss er sich dem Freimaurerbund an. In Hamburg wurde er Mitglied der Freimaurerloge Zum Pelikan.

## Tod und Grabstätte

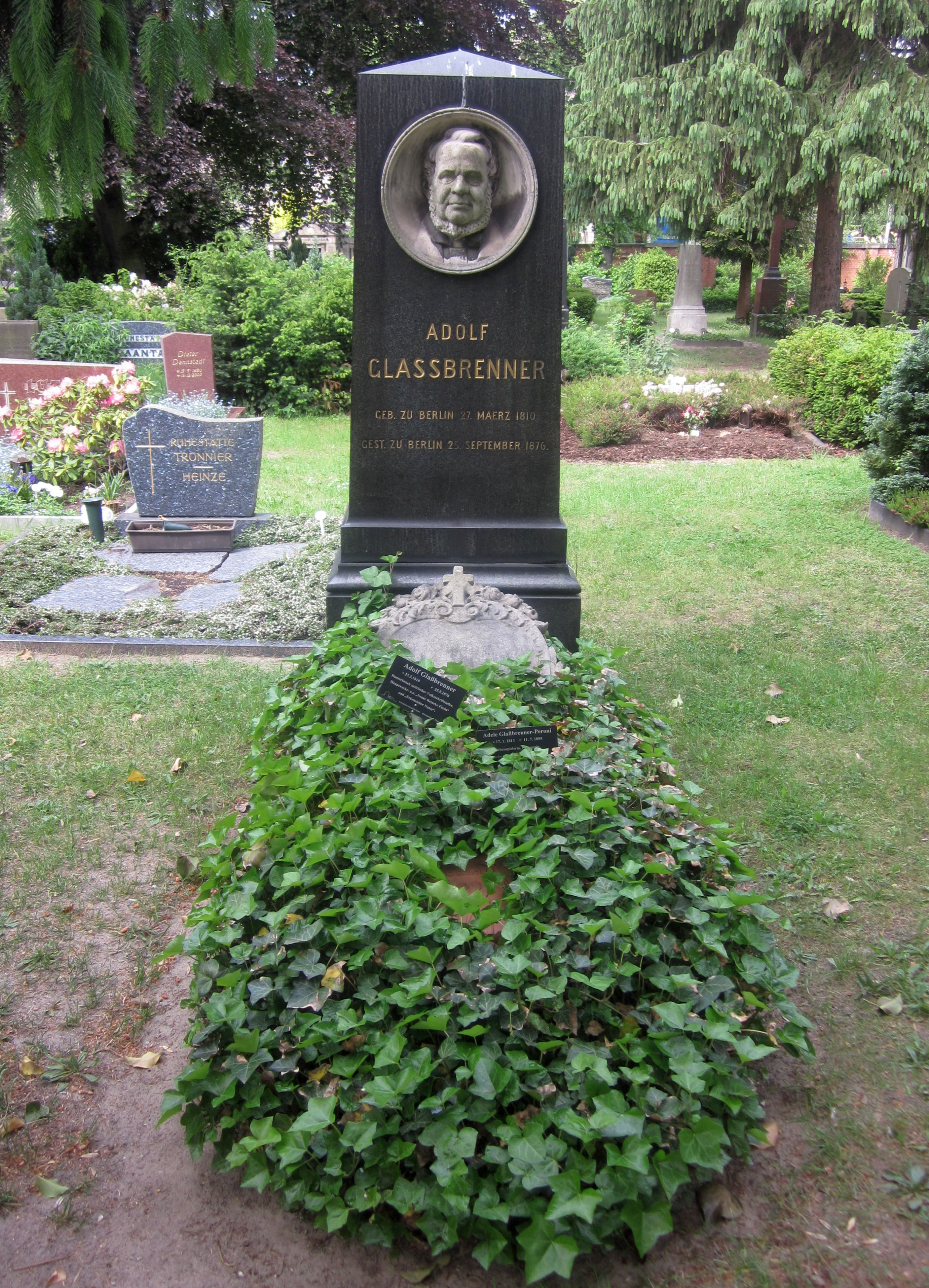
Ehrengrab von Adolf Glaßbrenner in Berlin-Kreuzberg

Adolf Glaßbrenner starb 1876 im Alter von 66 Jahren in Berlin. Sein Grab befindet sich auf dem Friedhof III der Jerusalems- und Neuen Kirche in Berlin-Kreuzberg. Als Grabstein dient ein Obelisk aus poliertem schwarzem Granit, in dessen Vorderseite ein Porträttondo eingelassen ist, das den Verstorbenen in naturalistischer Manier in Frontalsicht präsentiert. Neben Glaßbrenner wurde 1895 seine Gattin Adele Glaßbrenner-Peroni bestattet, deren separate Grabstelle jedoch 1928 beseitigt wurde. Ihre herzförmige Grabtafel aus Marmor mit Rosen- und Lorbeerzweigen als Randverzierung ist nun am Sockel des Grabdenkmals ihres Mannes befestigt.
Auf Beschluss des Berliner Senats ist die letzte Ruhestätte von Adolf Glaßbrenner (Grablage 312-17-20/21) seit 1952 als Ehrengrab des Landes Berlin gewidmet. Die Widmung wurde im Jahr 2016 um die inzwischen übliche Frist von zwanzig Jahren verlängert.

## Werke
- Berlin wie es ist und – trinkt. 30 Hefte, 1832–1850, erschienen in Berlin und Leipzig (einige mit Titelbildern von Theodor Hosemann)
- Aus den Papieren eines Hingerichteten, 1834
- Bilder und Träume aus Wien, 1836
- Deutsches Liederbuch, 1837
- Buntes Berlin. 14 Hefte, 1837–1853
- Aus dem Leben eines Gespenstes, 1838
- Berliner Erzählungen und Lebensbilder, 1838
- Herr Buffey in der Berliner Kunstausstellung, 4 Bde., 1838/39
- Ein Page des Regenten, Lustspiel in einem Akt, nach dem Französischen des Théaulon (Un page du régent), 1840
- Die Berliner Gewerbe-Ausstellung, 1844
- Verbotene Lieder (Gedichte), 1844
- Neuer Reineke Fuchs, 1846
- Lustiger Volks-Kalender, 1846–1867
- März-Almanach, 1849
- Kaspar, der Mensch, 1850 (Komödie)
- Lachende Kinder, 1850
- Xenien der Gegenwart, Hamburg 1850 (zusammen mit Daniel Sanders;  Digitalisat)
- Lustige Fibel, 1850
- Die Insel Marzipan -- Ein Kindermärchen, 1851 (Text und Lesung)
- Gedichte, 1851
- Komische Tausend und Eine Nacht, 1854
- Sprechende Thiere, 1854 (Digitalisat)
- Die verkehrte Welt, 1855 (Gedicht)
- Humoristische Plauderstunden, 1855

### Postume Ausgaben
- Unsterblicher Volkswitz, 2. Band, Hrsg. von Klaus Gysi und Kurt Böttcher, mit Illustrationen von Theodor Hosemann, Carl Reinhardt, Adolf Schroedter, Wilhelm Scholz und Gustav Heil, Verlag Das neue Berlin, Berlin W8 1954
- „Dedication an Apollo“ und andere Narrentexte 1847–1853. Hrsg. von Olaf Briese, Bielefeld: Aisthesis 2006 (AISTHESIS Archiv 7). ISBN/EAN: 978-3-89528-568-4.
- Rindviecher, Bauchredner und Großherzöge. Berichte aus der Residenz Neustrelitz 1840–1848/49. Hrsg. und kommentiert von Olaf Briese. Bielefeld: Aisthesis 2010 (= AISTHESIS Archiv 15, zugleich Vormärz-Studien XIX). ISBN 978-3-89528-773-2.
- Eine Fahrt nach Oranienburg. Feuilleton-Erzählung. Mit anderen neuentdeckten Beiträgen zum ‚Freimüthigen‘ (1839). Hrsg. mit einem Vorwort und einem Kommentar von Peter Sprengel, Bielefeld 2019 (= AISTHESIS Archiv 21). ISBN 978-3-84981-337-6

## Rezeption
1955 drehte die DEFA den Film Ein Polterabend, der seine Liebe und Heirat mit Adele Peroni zum Thema hat.
Die Redewendung „allerhöchste Eisenbahn“ geht auf Glaßbrenner zurück. In einer humoristischen Szene mit dem Titel Ein Heiratsantrag in der Niederwallstraße geht es um einen zerstreuten Briefträger namens Bornike. Dieser verhaspelt sich andauernd beim Sprechen und bringt immer wieder Wörter in den Sätzen durcheinander. Als er bei seinem zukünftigen Schwiegervater um die Hand von dessen Tochter anhalten will, drückt er seine Freude über dessen Einverständnis so aus: „Diese Tochter is janz hinreichend, ich heirate ihre Mitgift.“ Kurz darauf bricht er eilig auf, da er vergessen hat, dass die Post, die er austragen muss, schon längst mit dem Zug angekommen ist. In der Eile entschuldigt er sich mit: „Herrjesses Leipzig! […] Es ist die allerhöchste Eisenbahn, die Zeit is schon vor drei Stunden anjekommen.“